# Tassels in the Air
Tassels in the Air (br.: Pinturas e Frescuras) é um filme curta-metragem estadunidense de 1938, dirigido por Charley Chase. É o 30º de um total de 190 filmes da série com os Três Patetas produzida pela Columbia Pictures entre 1934 e 1959.

## Enredo
A Sra. Smirch (Bess Flowers) resolve contratar o decorador Omay (Jean De Briac) para redecorar sua casa, em uma tentativa de entrar para a elite rica local. Omay aceita sua oferta.
Enquanto isso, os Três Patetas são contratados como pintores para redecorar o prédio onde o escritório de Omay fica e são ordenados a pintar nomes temporários nas portas de todos os escritórios. Eles, como sempre, se dão mal no trabalho. 
A Sra. Smirch entra no edifício e confunde Moe com Omay. O chefe dos meninos (Vernon Dent) imediatamente os demite e Moe começa a fingir que é Omay, com a intenção de fazer o trabalho na casa Smirch, junto com seus dois colegas.
Eles chegam à residência de Smirch e começam a trabalhar, com desastres seguidos por desastres. A Sra. Smirch convida alguns de seus novos amigos ricos para um jogo de cartas. No entanto, o verdadeiro Omay aparece e expõe a farsa dos Três Patetas, deixando Smirch completamente embaraçada.